# Мелик-Шахназарян, Левон Грантович
Левон Грантович Мелик-Шахназарян (арм. Լևոն Հրանտի Մելիք-Շահնազարյան; 7 февраля 1958, Кировабад, Азербайджанская ССР — 11 августа 2015, Птгни) — армянский политолог, руководитель аналитического центра «Восканапат».

## Биография
В 1974 году поступил в Институт русского языка и литературы в Ташкенте, а после его окончания работал преподавателем кафедры русского языкознания в Ташкентском госпединституте.
В 1988 году переехал в Нагорный Карабах, где работал заведующим отделом Облисполкома по работе с беженцами из Азербайджана. Являлся заместителем председателя движения «Миацум». В ноябре-декабре 1988 был одним из руководителей самообороны армян города Гянджа. В декабре 1991 года был избран депутатом Верховного Совета непризнанной Нагорно-Карабахской республики первого созыва. С января 1992 до июня 1995 года являлся председателем постоянной комиссии Верховного Совета Нагорно-Карабахской Республики по внешним сношениям, а также членом Президиума Верховного Совета Нагорно-Карабахской Республики. В 1995—1997 годах Левон Мелик-Шахназарян работал редактором русской версии газеты «НК Республика». К концу 1997 года переехал в Ереван, где и жил в последние годы.
Являлся преподавателем кафедры политологии Ереванского университета международных отношений имени Анания Ширакаци. Имел свыше 500 публикаций на политологические темы. Был женат. Имел троих детей.
Скончался 11 августа 2015 года после тяжёлой и продолжительной болезни.

## Награды
- Орден НКР «Месроп Маштоц»[3][4]

## Работы
- Гандзак: Неутраченный мир. (1995 г., ноябрь)
- Военные преступления Азербайджана против мирного населения Нагорно-Карабахской Республики. (Издательство «Наири», Ереван, 1997 г.)
- Политика как средство умерщвления. (Бюллетень «Норк», № 5, 1998 г.)
- Характер армянского народа. (Ереван, «Тираст», 1999. — 100 стр.)
- Ходжалинское дело: Особая папка. (Левон Мелик-Шахназарян, Гайк Демоян. Ереван, 2002 г.)